# Frances Marion

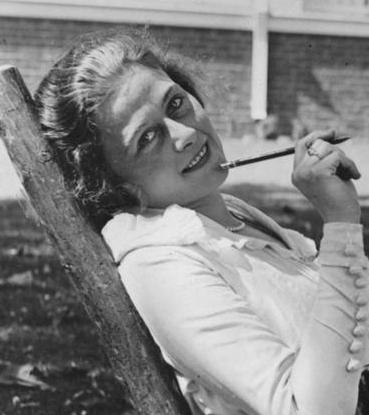
Marion in 1918

Marion Benson Owens (San Francisco, 18 november 1888 – Los Angeles, 12 mei 1973) was een Amerikaans journaliste, auteur en Oscarwinnende scenariste die bekendstond onder de naam Frances Marion.
Marion begon haar loopbaan als verslaggeefster en diende tijdens de Eerste Wereldoorlog als oorlogscorrespondente in Europa. Terug in Los Angeles, raakte ze bevriend met actrice Mary Pickford en schreef uiteindelijk een aantal filmscenario's voor haar. Ze was de eerste vrouwelijke scenarioschrijver die een Oscar zou krijgen.
Marion schreef jarenlang scenario's voor Metro-Goldwyn-Mayer, maar verliet Hollywood in 1946 als rijke vrouw. Hierna richtte ze zich op het schrijven van toneelstukken en boeken.

## Filmografie (selectie)
| - The New York Hat (1912) - The Foundling (1915) - Fanchon, the Cricket (1915) - Rags (1915) - Esmeralda (1915) - A Girl of Yesterday (1915) - The Poor Little Rich Girl (1917) - Rebecca of Sunnybrook Farm (1917) - The Little Princess (1917) - Stella Maris (1918) - Amarilly of Clothes-Line Alley (1918) - M'Liss (1918) - How Could You, Jean? (1918) - Johanna Enlists (1918) - Captain Kidd, Jr. (1919) - Anne of Green Gables (1919) - The Cinema Murder (1919) - Pollyanna (1920) - The Flapper (1920) - The Restless Sex (1920) | - The Love Light (1921) - The Eternal Flame (1922) - East is West (1922) - Zander the Great (1925) - The Son of the Sheik (1926) - The Winning of Barbara Worth (1926) - The Red Mill (1927) - Love (1927) - The Wind (1928) - Their Own Desire (1929) - Anna Christie (1930) - The Big House (1930) - Min and Bill (1930) - The Secret Six (1931) - The Champ (1931) - Secrets (1933) - Peg o' My Heart (1933) - Dinner at Eight (1933) - Riffraff (1936) - Poor Little Rich Girl (1936) - Camille (1936) |